# 金甡
金甡（1702年—1782年），字雨叔，号海住，浙江杭州府钱塘县人，清朝政治人物、狀元。官至從二品禮部左侍郎，為體仁閣大學士朱珪的老師。外孫汪如洋為乾隆四十五年（1780年）狀元

## 生平
生于康熙四十一年（1702年），雍正癸卯举人，乾隆七年（1742年）登壬戌科進士一甲第一名（狀元），会试、殿试连中二元。授翰林院修撰。乾隆十九年（1754年）任會試同考官。
卒于乾隆四十七年（1782年）。
著有《静簾斋诗集》、《今雨堂詩墨》，后有族人金保泰，同治辛未进士。

## 家族
出自《碑傳集·禮部左侍郎金公甡墓誌銘》。
- 妻子：
  - 正室：王氏，誥贈一品夫人，早於金甡過世。
  - 繼室：胡氏（1704年－1788年），誥封一品夫人，終年85歲，有3子4女。
- 兒子
  - 金三事，早卒
  - 金三吾，乾隆42年（1777年）舉人，官至正七品廣東四會縣知縣，候選郎中
  - 金三俊，太學生，議敘正八品鹽大使
- 女兒
  - 長女，嫁與正八品國子監學錄王喆
  - 次女，嫁與正六品吏部文選司主事、秀水派詩人、著名藏書家汪孟鋗（1721年－1780年），有子汪如藻、汪如洋，汪如洋為乾隆四十五年（1780年）狀元
  - 三女，嫁與從六品泰州運判姚思康
  - 四女，嫁與從五品監察御史汪日章